# Сидоренко Світлана Павлівна
Світла́на Па́влівна Сидоре́нко (23 вересня 1953, м. Київ — 26 серпня 2018, там само) — українська науковиця у галузі біології нормальних і злоякісно трансформованих клітин та клітинної імунології, доктор біологічних наук, професор, член-кореспондент Національної академії наук України, завідувачка відділу молекулярної та клітинної патобіології Інституту експериментальної патології, онкології і радіобіології імені Р. Є. Кавецького НАН України, лауреат Державної премії України в галузі науки і техніки (2015).

## Біографічні дані
1975 — закінчила біологічний факультет Київського державного університету імені Тараса Шевченка, спеціальність «цитологія»
1978 — захистила кандидатську дисертацію за спеціальністю «онкологія».
1991—1996 — працювала в Університеті штату Вашингтон (США) як запрошений учений.
1995—2001 — міжнародний дослідник ННМІ (Медичний інститут імені Ховарда Х'юза, США).
1997 — отримала звання «старший науковий співробітник» із спеціальності «онкологія» в Інституті експериментальної патології, онкології й радіобіології імені Р. Є. Кавецького НАН України.
1998 — захистила докторську дисертацію за спеціальністю «онкологія».
Із 1998 — керівник групи біотехнології Інституту експериментальної патології, онкології і радіобіології НАН України.
2003—2008 — завідувач лабораторії сигнальних каскадів клітин Інституту експериментальної патології, онкології і радіобіології НАН України.
2005 — нагороджена Почесною відзнакою Державної в м. Києві Голосіївської адміністрації.
2003, 2005, 2007, 2008 — працювала в Університеті штату Вашингтон, Науковому інституті дитячого медичного центру (Сіетл, США) за підтримки грантів СКОР і Національного інституту здоров'я США (FIRCA). Проводила спільні міжнародні дослідження з колегами Національної медичної академії Франції (INSERM), Каролінського Інституту (Швеція), Левенського католицького університету (Бельгія) за підтримки грантів INTAS та Dnipro
2012 — отримала почесну винагороду Міжнародного Академічного Рейтингу «Золота Фортуна» — медаль «Трудова слава».
2013 — відзнака Національної академії наук України — медаль за підготовку наукової зміни.
Із 2015 — член-кореспондент Національної академії наук України.
Померла після тяжкої та тривалої хвороби 26 серпня 2018 року на 65-му році життя. Похована 29 серпня на Байковому кладовищі в Києві.

### Родина
- Бабуся — біолог, кандидат біологічних наук Наталія Сидоренко (1892—1990).
- Дідусь — фтизіатр, інфекціоніст Гаврило Сидоренко (1894—1965).
- Мати — вірусолог, кандидат біологічних наук Олена Сидоренко.
- Батько — клітинний біолог, генетик, біотехнолог рослин, кандидат біологічних наук Павло Сидоренко (1925—2015)[3].

## Наукові праці
Сидоренко Світлана Павлівна є автором і співавтором 214 публікацій, серед них 7 авторських свідоцтв на винахід та 4 монографії.
Має публікації в таких престижних журналах, як Nature Immunology, Immunity, J. Biol. Chem., Proc. Natl. Acad. Sci., J.Exp. Med., J. Immunology, Mol.Cell. Biol., Cancer Research, Blood, Immunology Today, Immunological Reviews, матеріалах Міжнародних робочих нарад по вивченню антигенів диференціювання лейкоцитів та на міжнародних сайтах в мережі Інтернету: NIH (Protein Reviews On The Web) та Nature (The Signaling Gateway Molecule Pages).
Проводила активну роботу по підготовці наукових кадрів, є членом спеціалізованих учених рад по захисту дисертацій в ІЕПОР та Інституті гематології та трансфузіології НАМН України.
Сидоренко С. П. читала лекції для студентів, аспірантів, лікарів і викладачів, зокрема, що проводяться EMBL, FEBS, в Гарвардському Університеті (Бостон, США),Московському державному університеті імені М. В. Ломоносова.
Науковець була членом редколегій «Українського біохімічного журналу» та «Experimental Oncology», рецензентом статей в міжнародних журналах «Blood», «Journal of Immunology», «Journal of Experimental Medicine», «Proc.Natl.Acad.Sci.», експертом INTAS.